# 塔哈·亚辛·拉马丹

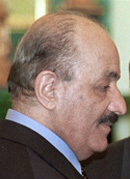
塔哈·亚辛·拉马丹

塔哈·亚辛·拉马丹·吉茲拉維（阿拉伯语：طه ياسين رمضان الجزراوي，1938年2月22日—2007年3月20日），原名塔哈·杰兹拉维，1991年3月到2003年4月間擔任伊拉克副总统。

## 生平
拉马丹出生于摩苏尔，擁有庫德族血統。1956年加入復興黨，1958年自伊拉克军事学院毕业。1979年开始进入伊拉克权力中心，是萨达姆·侯赛因的坚定盟友。
2003年伊拉克戰爭時，被美國作為撲克牌通緝令對象之一，同年8月19日在摩蘇爾為庫爾德斯坦愛國聯盟俘虜，被交移至美軍。2007年2月，拉马丹被判处死刑，3月20日被绞死。